# Sceloporus jarrovii
Espèce
Synonymes
- Sceloporus lineolateralis Smith, 1936

Statut de conservation UICN

 LC  : Préoccupation mineure
Sceloporus jarrovii est une espèce de sauriens de la famille des Phrynosomatidae.

## Répartition
Cette espèce se rencontre :
- aux États-Unis dans le sud-est de l'Arizona et dans le sud-ouest du Nouveau-Mexique ;
- au Mexique, au Sonora, au Chihuahua, au Sinaloa, au Durango, en Aguascalientes, au Zacatecas et au Nayarit.

## Liste des sous-espèces
Selon The Reptile Database (11 août 2013) :
- Sceloporus jarrovii jarrovii Cope, 1875
- Sceloporus jarrovii lineolateralis Smith, 1936

## Taxinomie
Les sous-espèces Sceloporus jarrovii cyanostictus et Sceloporus jarrovii sugillatus ont été élevées au rang d'espèce.

## Étymologie
Cette espèce est nommée en l'honneur d'Harry Crécy Yarrow.

## Publications originales
- Cope, 1875 in Yarrow, 1875 : Report upon the collections of batrachians and reptiles made in portions of Nevada, Utah, California, Colorado, New Mexico, and Arizona during the years 1871, 1872, 1872, and 1874 in Report upon Geographical and Geological Explorations and Surveys West of the One Hundredth Meridian in Charge of First Lieut. Geo. M. Wheeler, Corps of Engineers, U.S. Army, Under the Direction of Brig. Gen. A. A. Humphryes, Chief of Engineers, U.S. Army, vol. 5, no 4, Washington, D.C., p. 511-584 (texte intégral).
- Smith, 1936 : Descriptions of new species of lizards of the genus Sceloporus from Mexico. Proceedings of the Biological Society of Washington, vol. 49, p. 87-96 (texte intégral).